# 巴尔多夫
巴尔多夫是德国下萨克森州的一个市镇。总面积40.60平方公里，总人口1959人，其中男性994人，女性965人（2011年12月31日），人口密度48人/平方公里。